# Diviziune celulară

Trei tipuri de diviziune celulară

Diviziunea celulară este procesul biologic prin care are loc diviziunea unei celule în două sau mai multe celule fiice. Diviziunea celulară este o etapă a ciclului celular. Organismele eucariote prezintă două tipuri de diviziune celulară: o diviziune vegetativă, așadar fiecare celulă fiică va fi identică din punct de vedere genetic cu celula părinte (proces denumit mitoză), și o diviziune celulară reproductivă, în urma căreia numărul cromozomilor din fiecare celulă fiică este redus la jumătate pentru a asigura producerea unor gameți haploizi (proces denumit meioză).
Organismele procariote (bacteriile) prezintă un singur tip de diviziune celulară, diviziunea prin fisiune binară, prin intermediul căreia are loc segregarea egală a materialului genetic între cele două celule fiice. Toate diviziunile celulare, indiferent de organism, sunt precedate de un singur proces de replicare ADN.
În cazul microorganismelor unicelulare, precum sunt amoebele, o diviziune celulară este echivalentul unui proces de reproducere, întrucât în urma acesteia are loc formarea unui nou organism complet. Se poate consideră că diviziunea celulară mitotică poate da naștere unor noi organisme pluricelulare, precum este în cazul plantelor care cresc din leziuni tisulare. De asemenea, diviziunea mitotică permite organismelor cu reproducere sexuată să se dezvolte dintr-un singur zigot unicelular, produs la rândul său în urma diviziunii celulare meiotice prin împreunarea gameților. După creșterea completă, diviziunile celulare prin mitoză au rolul de a asigura procesele de reparare continuă a organismului.

## Fazele diviziunii
Diviziunea celulară prezintă patru etape: profază, metafază, anafază și telofază.

### Profaza
Profaza este prima etapă a diviziunii celulare. Lanțurile lungi de cromatină se condensează puternic formând cromozomi. În această fază dispar și nucleolii, iar microtubulii se atașează de cromozomi la cinetocorul prezent în centromer.

### Metafaza
Metafaza este etapa diviziunii celulare în care cromozomii se aliniază în zona centrală a celulei prin intermediul centrului de organizare a microtubulilor. Mișcarea cromozomilor are loc prin intermediul împingerii centromerilor ambelor cromatide. În același timp, continuă condensarea cromozomilor. După migrare, cromozomii sunt pregătiți să fie împărțiți către polii opuși ai celulei, depinzând de fibra de care au fost legați.

### Anafaza
Anafaza este o etapă scurtă a diviziunii celulare și are loc după alinierea metafazică a cromozomilor. Fibrele separă cromozomii, astfel încât cele două cromatide surori vor migra separat către polii opuși ai celulei.

### Telofaza
Telofaza este etapa finală a diviziunii celulare și implicit a ciclului celular, și este momentul în care are loc clivarea celulei în cele două celule fiice. Aceste două celule se vor forma în jurul cromatinei, adică în jurul celor doi poli din fosta celulă. Începe formarea membranelor nucleare în fiecare celulă fiică, iar cromatina se despiralizează, celulele noi fiind pregătite de un nou ciclu celular.